# 蒂耶拉
蒂耶拉（芬蘭語：Tiera），全名为伊库-蒂耶拉·涅兰波伊卡（芬蘭語：Iku-Tiera Nieranpoika），为芬兰神话和史诗《卡勒瓦拉》中的人物。名字的其他变体包括库拉（Kuura）、图拉（Tuura）、泰乌拉（Teura）及列拉（Liera）。名字中的前缀“伊库-”意思是“永恒”，可能是用来表示敬称。
在《卡勒瓦拉》中，蒂耶拉是勒明盖宁的战斗伙伴和技术高超的持茅者。他对打仗特别感兴趣，以至在新婚夜里未与新娘同房就前往打仗。